# Kongo-Wimperspitzmäuse
Die Kongo-Wimperspitzmäuse (Paracrocidura) sind eine im zentralen Afrika lebende Spitzmausgattung mit drei Arten. 
Die Spitzmäuse dieser Gattung ähneln den Weißzahnspitzmäusen (Crocidura), unterscheiden sich aber durch den vergleichsweise großen Kopf und Details im Bau der Zähne. Die Gliedmaßen und der Schwanz sind relativ kurz, das dünne, kurze Fell ist schwarzgrau oder dunkelbraun gefärbt. Diese Tiere erreichen Kopfrumpflängen von 65 bis 96 Millimetern, Schwanzlängen von 33 bis 46 Millimetern und ein Gewicht von 13 bis 16 Gramm.
Das Verbreitungsgebiet dieser Spitzmäuse erstreckt sich von Kamerun und der Zentralafrikanischen Republik bis in den Osten der Demokratischen Republik Kongo und nach Uganda. Ihr Lebensraum sind Regen-, Wolken- und Nebelwald in Höhen zwischen 200 und 2350 Metern. Über die Lebensweise ist wenig bekannt: diese Tiere dürften Bodenbewohner sein und das am Boden liegende Laub nach Nahrung durchsuchen.
Es sind drei Arten dieser Gattung bekannt.
- Die Kleine Kongo-Wimperspitzmaus (Paracrocidura schoutedeni) oder Schoutedens Großkopfspitzmaus ist die bekannteste Art dieser Gattung. Ihr Verbreitungsgebiet reicht von Kamerun bis zur Demokratischen Republik Kongo.
- Die Große Kongo-Wimperspitzmaus (Paracrocidura maxima) ist etwas größer und bewohnt den Osten der Demokratischen Republik Kongo sowie Ruanda und Uganda.
- Die Itombwe-Wimperspitzmaus (Paracrocidura graueri), auch Grauers Großkopfspitzmaus genannt, ist nur von einem einzigen Exemplar bekannt, das im Itombwe-Gebirge in der Demokratischen Republik Kongo gefunden wurde. Der Gefährdungsgrad dieser Art ist nicht bekannt.